# Kangerlussuaq
Kangerlussuaq (en danès:Søndre Strømfjord) és un assentament humà a l'oest de Groenlàndia en el municipi de Qeqqata, ubicat al cap del fiord de Kangerlussuaq. Compta amb l'aeroport comercial més important de Groenlàndia (Aeroport de Kangerlussuaq).
Kangerlussuaq significa en idioma inuit de Groenlàndia 'Gran fiord'. Entre la fauna d'aquest lloc està el bou mesquer i el caribú i el falcó Falco rusticolus, per això és un centre turístic. Té una població de 556 habitants.

## Geografia
Kangerlussuaq ocupa una plana al·luvial de 190 km de llarg El fiord de Kangerlussuaq es troba als dos costats de l'estuari del riu Qinnguata Kuussua a l'est de Kangerlussuaq conflueixen els rius Qinnguata Kuussua i Akuliarusiarsuup Kuua. Els dos rius tenen el naixement en la glacera Russell. Aquesta glacera és fàcilment accessible i és un punt turístic.
També hi ha altiplans. El llac Tasersuatsiaq està al sud i proporciona aigua potable a l'assentament

## Història

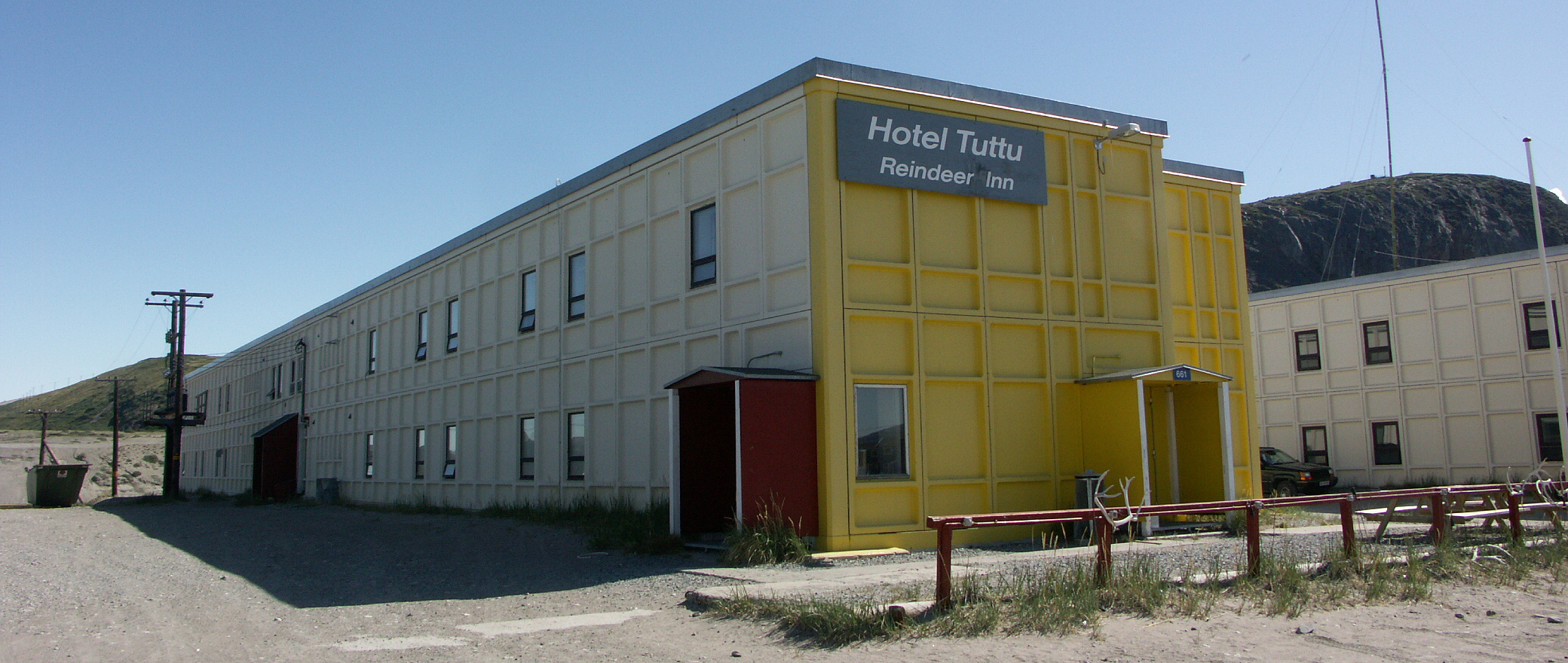
Hotel Tuttu / Reindeer Inn

Kangerlussuaq, originàriament conegut com a Bluie West Eight va ser fundat el 7 d'octubre de 1941, per les forces armades dels Estats Units (USAAF). A continuació de la caiguda de Dinamarca per Alemanya a la Segona Guerra Mundial, l'exèrcit dels Estats Units va fer diverses bases a Groenlàndia i aquesta era la més important. Durant la Guerra Freda va seguir operativa aquesta base. El 30 de setembre de 1992 els militars nord-americans van deixar la base. De resultes d'això la població de l'assentament es reduí a la meitat.

## Clima
Té un clima polar continental amb poca pluviometria.
El mes més fred és gener amb -19 °C de temperatura mitjana i el més càlid és juliol amb 10,5 °C. La temperatura mitjana anual és de 5,5 °C. La pluviometria anual és de 150 litres.

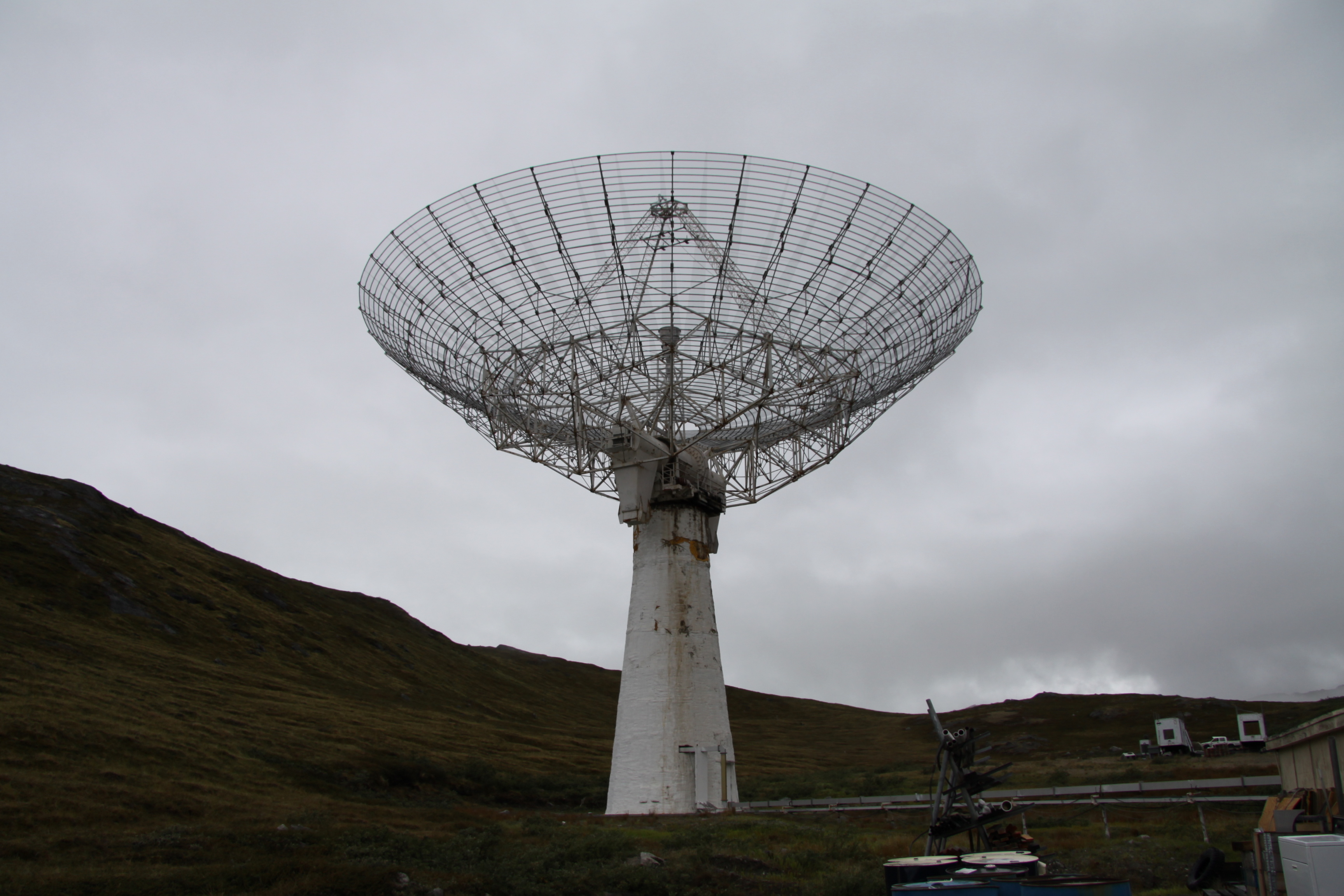
Instal·lacions de recerca atmosfèrica

## Recerca científica

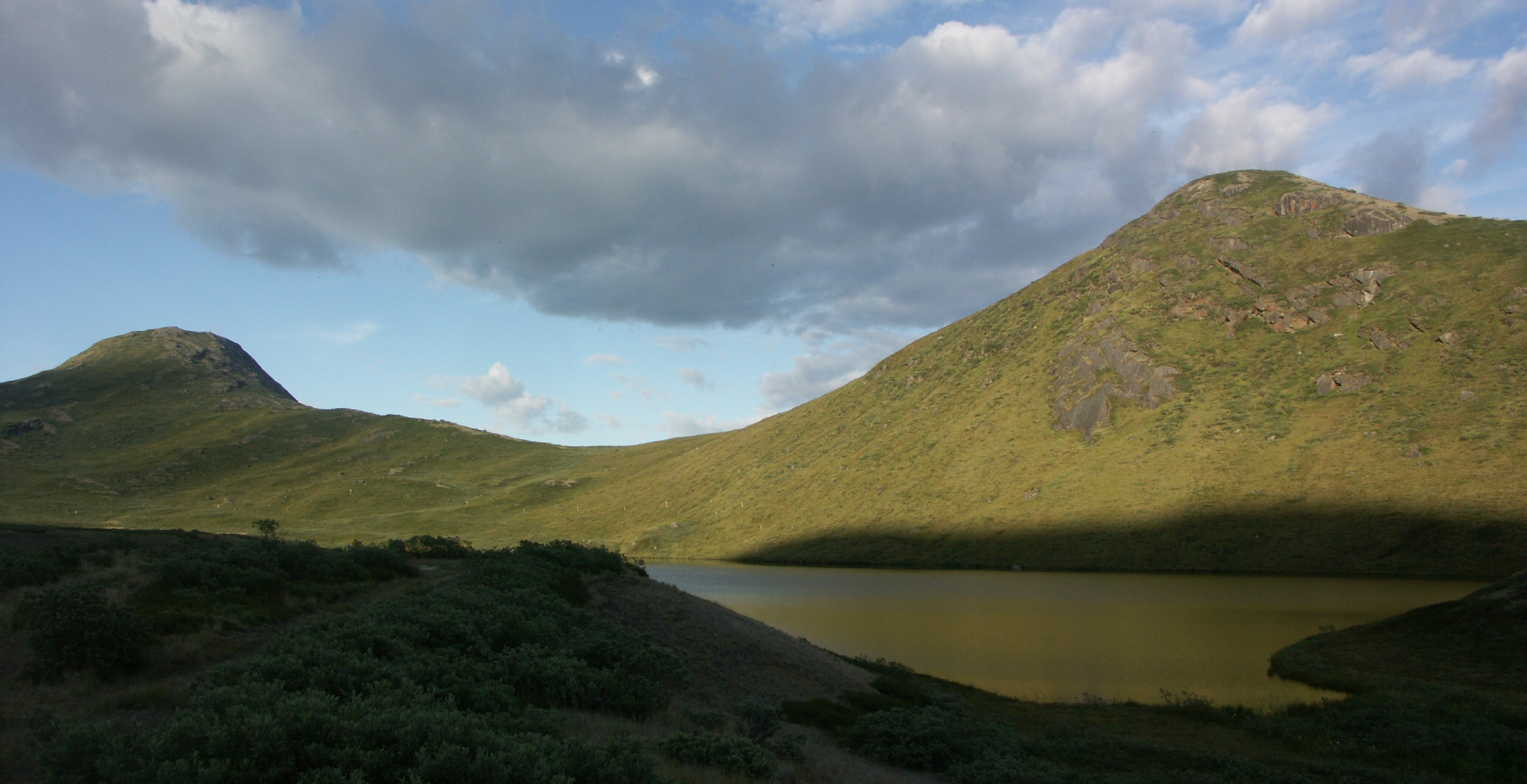
Sol de mitjanit a Kangerlussuaq

S'hi fa recerca científica sobre la ionosfera i l'atmosfera terrestre.

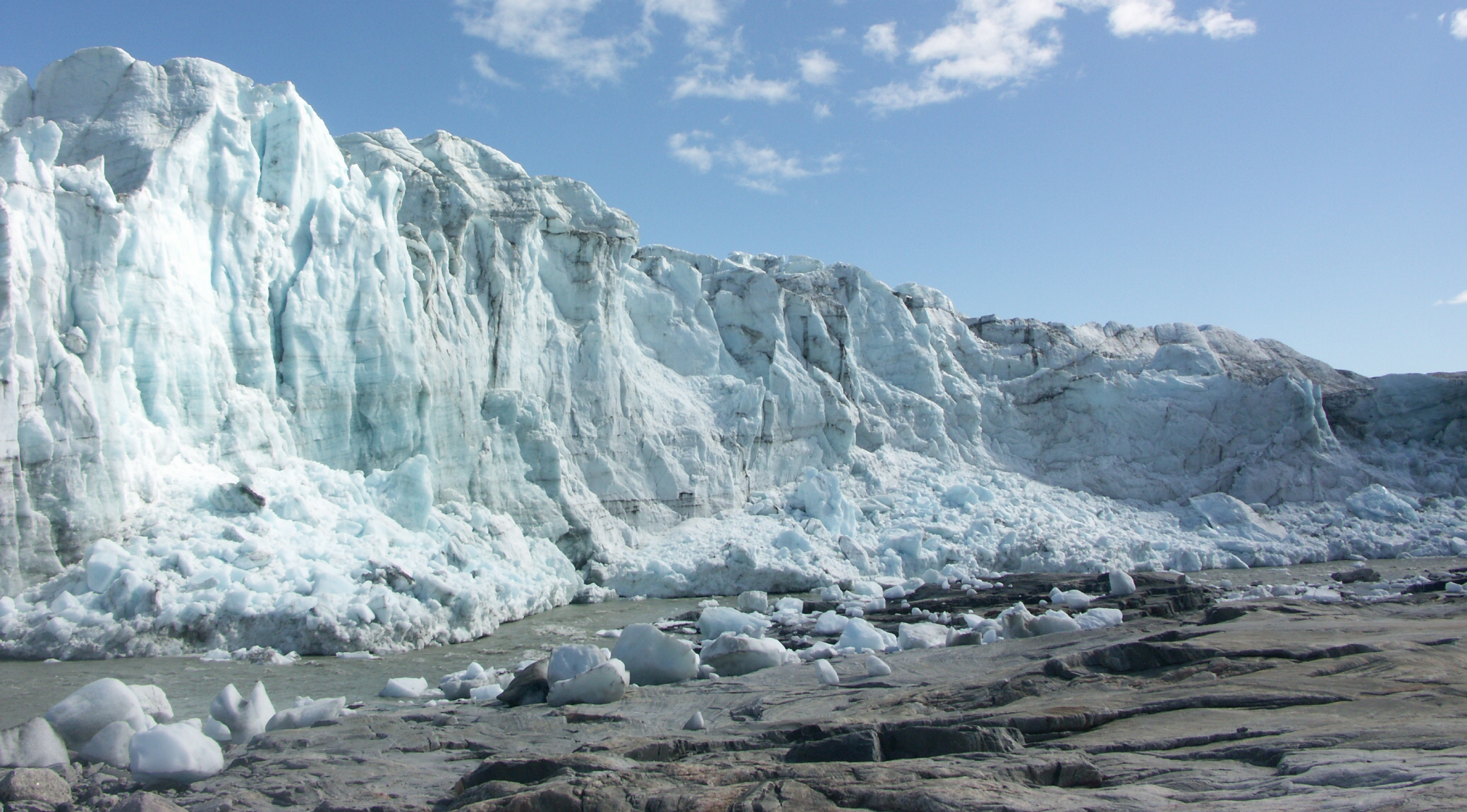
Glacera Russell

Kangerlussuaq també hostatjà el Greenland Space Science Symposium de maig de 2007.